# Буянов (Львовская область)

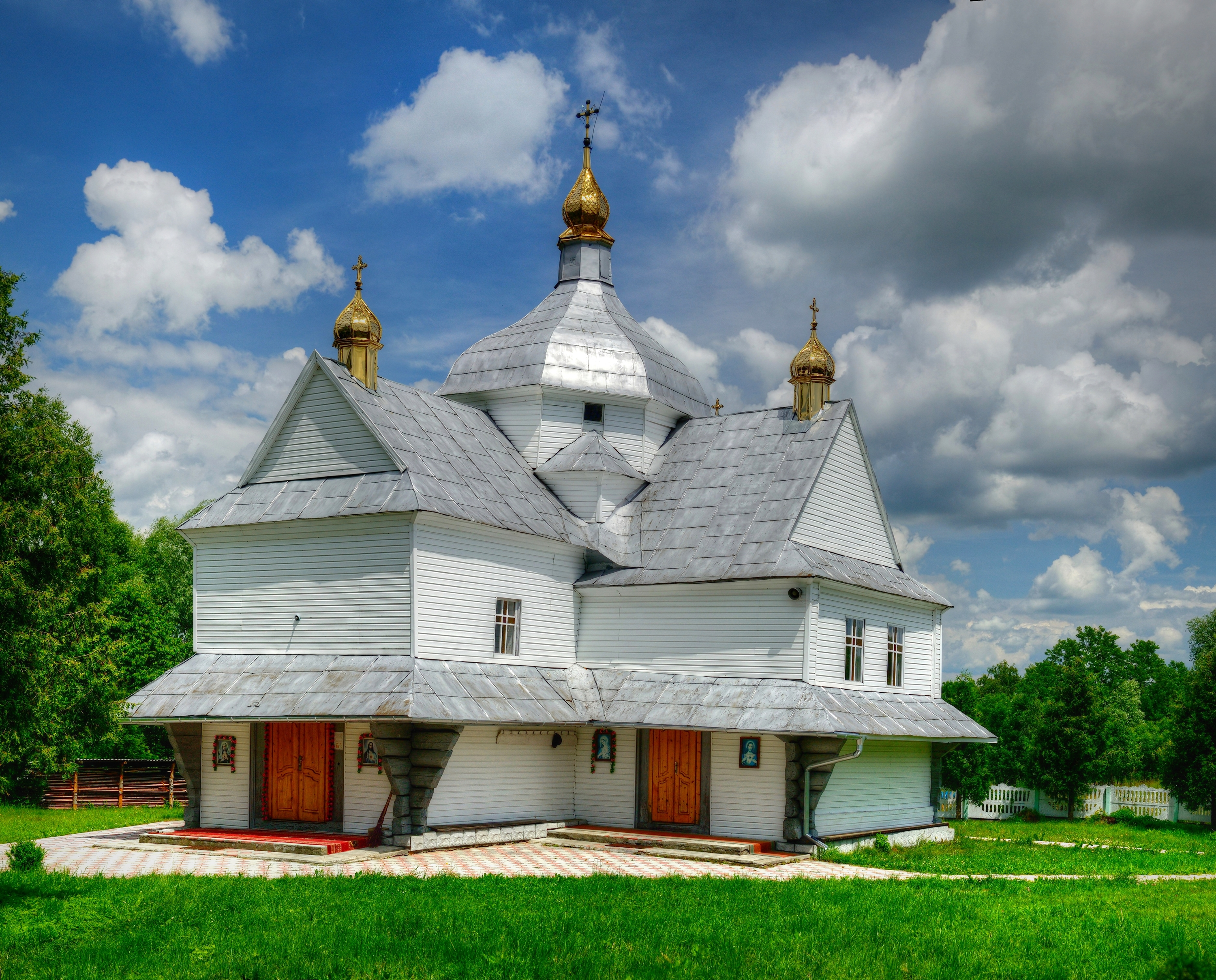
Церковь Рождества Христова 1834 г. постройки

Буянов (укр. Буянів) — село в Журавновской поселковой общине Стрыйского района Львовской области Украины.
Население по переписи 2001 года составляло 419 человек. Занимает площадь 1,21 км². Почтовый индекс — 81785. Телефонный код — 3239.